# Henckelia humilis
Henckelia humilis är en tvåhjärtbladig växtart som först beskrevs av Friedrich Anton Wilhelm Miquel, och fick sitt nu gällande namn av A. Weber och Brian Laurence Burtt. Henckelia humilis ingår i släktet Henckelia och familjen Gesneriaceae. Inga underarter finns listade i Catalogue of Life.